# Micropterus
Genre
Micropterus (connu comme achigan) est un genre de poissons d'eau douce nord-américain de la famille des Centrarchidae. Les espèces les plus connues sont l'achigan à petite bouche et l'achigan à grande bouche.

## Description
Toutes les espèces de Micropterus sont rayées de noir sur un fond vert terne. La plupart atteignent une taille comprise entre 40 et 60 cm, mais certains spécimens d'achigan à grande bouche peuvent atteindre près d'un mètre de long.
Ce sont des poissons recherchés par la pêche sportive et reconnus pour leurs combats spectaculaires. 

## Liste des espèces
Selon FishBase (29 janv. 2016) :
- Micropterus cahabae Baker, Johnston & Blanton, 2013
- Micropterus cataractae Williams et Burgess, 1999.
- Micropterus chattahoochae Baker, Johnston & Blanton, 2013
- Micropterus coosae Hubbs et Bailey, 1940.
- Micropterus dolomieu Lacepède, 1802 - achigan à petite bouche.
- Micropterus floridanus (Lesueur, 1822)
- Micropterus henshalli Hubbs & Bailey, 1940
- Micropterus notius Bailey et Hubbs, 1949.
- Micropterus punctulatus (Rafinesque, 1819).
- Micropterus salmoides (Lacepède, 1802) - achigan à grande bouche.
- Micropterus tallapoosae Baker, Johnston & Blanton, 2013
- Micropterus treculii (Vaillant et Bocourt, 1874).
- Micropterus warriorensis Baker, Johnston & Blanton, 2013